# MiniCons (programa de televisión)
MiniCons
Fue un programa de televisión científico educativo, transmitido en Ecuador TV, canal de televisión público de Ecuador, entre los años 2008 y 2015. El programa tuvo 4 temporadas y un total de 86 episodios. En el año 2014, sus protagonistas participaron en el programa Misión Ciencia (16 episodios) de la franja Educatv del Ministerio de Educación del Ecuador. 
Minicons fue el primer programa de televisión educativo con enfoque científico producido en el Ecuador, su creador Renato Sánchez Proaño lo produjo junto a sus protagonistas constantes Francisco Charro Simbaña y Diego Sánchez Proaño, y varios amigos de la universidad. Todos sus episodios fueron grabados en las instalaciones de la Escuela Politécnica Nacional de Quito, universidad de la cual eran estudiantes. 
El programa se basaba en la realización de uno o varios experimentos prácticos por episodio, en el cual se construían prototipos; estos requerían del dominio de varias técnicas y ciencias como la electrónica, mecánica, química, etc. Entre las etapas de construcción se presentaban sketches científicos teóricos o las historias de sus descubrimientos.